# Aphanofalx irregularis
Aphanofalx irregularis är en svampart som beskrevs av B. Sutton & Abbas 1987. Aphanofalx irregularis ingår i släktet Aphanofalx, divisionen sporsäcksvampar och riket svampar.   Inga underarter finns listade i Catalogue of Life.